# Merionoeda eburata
Merionoeda eburata är en skalbaggsart som beskrevs av Holzschuh 1989. Merionoeda eburata ingår i släktet Merionoeda och familjen långhorningar. Inga underarter finns listade i Catalogue of Life.